# Усатове (селище)
Уса́тове — селище Нерубайської сільської громади Одеського району Одеської області в Україні. Населення становить 1210 осіб.
16 травня 1964 року присвоєно найменування та включено в облікові дані селище Усатове.

## Населення
Згідно з переписом 1989 року населення селища становило 933 особи, з яких 436 чоловіків та 497 жінок.
За переписом населення 2001 року в селищі мешкало 1210 осіб.

### Мова
Розподіл населення за рідною мовою за даними перепису 2001 року:
| Мова       | Відсоток |
| ---------- | -------- |
| українська | 81,74 %  |
| російська  | 16,12 %  |
| румунська  | 0,74 %   |
| циганська  | 0,74 %   |
| гагаузька  | 0,25 %   |
| білоруська | 0,17 %   |
| болгарська | 0,17 %   |